# Hacıbeyköyü, Taşova
Hacıbeyköyü là một xã thuộc huyện Taşova, tỉnh Amasya, Thổ Nhĩ Kỳ. Dân số thời điểm năm 2010 là 439 người.